# Samir Hadji
Samir Hadji, né le 12 septembre 1989 à Creutzwald, en France, est un footballeur marocain qui joue au poste d'attaquant au FC Differdange 03.
Il est le fils de Mustapha Hadji, Ballon d'or africain en 1998 et le neveu de Youssouf Hadji footballeur international marocain.

## Biographie
Pendant son enfance, Samir Hadji suit son père dans ses différents clubs avant de retourner vivre avec sa mère à Creutzwald.
Il passe ensuite par le 1. FC Sarrebruck en quatrième division allemande (où il joue deux matchs avec l'équipe première), puis par l'équipe réserve de l'AS Nancy-Lorraine, il rejoint ensuite le RC Strasbourg en 2010 et marque 1 but en 11 journées. Le club refuse de le garder et il est transféré au Hassania d'Agadir où il fait ses débuts durant un match comptant pour les seizièmes de finale de la Coupe du Trône. Cependant, il quitte très rapidement le club marocain et revient en France.
Samir Hadji s'engage alors au Club Sportif Fola Esch qui évolue dans le Championnat du Luxembourg. Il s'y impose et devient un élément très important de l'effectif qui remporte le championnat en 2012. Il participe à ce titre à la Ligue des champions de l'UEFA 2013-2014. En janvier 2015, Hadji fait un essai non-concluant au Club Deportivo Lugo qui évolue en deuxième division espagnole, avant de revenir au Luxembourg et emporter un deuxième titre de champion avec son club,.
Samir Hadji est sélectionné dans l'équipe olympique du Maroc de football et débute le 2 novembre lors du match amical opposant le Maroc au Niger (0-0).

## Palmarès
| CS Fola Esch (3) : | F91 Dudelange (1) :                                                                |
| --- | ---------------------------------------------------------------------------------- |
| - BGL Ligue (2) - Champion : 2013 et 2015 - Vice-champion : 2014, 2016 et 2019 - Coupe du Luxembourg - Finaliste : 2017 - Supercoupe du Luxembourg (1) - Vainqueur : 2017 | - BGL Ligue (1) - Champion : 2022 - Coupe du Luxembourg - Finaliste : 2022 et 2025 |